# Yu Shimasaki
Yu Shimasaki (島嵜 佑 Shimasaki Yu?), född 26 september 1985 i Osaka prefektur, är en japansk före detta fotbollsspelare.
Shimasaki började sin karriär 2008 i Sagan Tosu. Han spelade 19 ligamatcher för klubben. Han avslutade karriären 2009.